# Make Believe (chanson de Toto)
Pour les articles homonymes, voir Make Believe.
Singles de Toto
Rosanna
(1982) Africa
(1982)
Make Believe est une chanson du groupe de rock Toto, enregistrée et sortie en 1982 sur l'album Toto IV.
C'est le second single issu de l'album. Il atteint la 19e place dans la classement du magazine Cash Box et la 30e dans celui du Billboard Hot 100 le 25 septembre 1982. La chanson a également été incluse dans le jeu vidéo Grand Theft Auto: Vice City Stories sur la station de radio fictive Emotion 98.3.
Dans le magazine Cash Box la chanson a été qualifiée de « pop estivale ensoleillée qui devrait atteindre le sommet [des hit-parades] », affirmant que « les accords de piano d'ouverture rappellent les Beach Boys ». La chanson a été décrite dans le Billboard comme une « chanson d'amour à la fois dure et downtempo », disant que « les triolets de piano pointent vers les classiques du rock des années 50, tandis que les accents de synthétiseur et de guitare soulignent son vintage contemporain ».

## Personnel

### Musiciens
Toto
- Bobby Kimball : chant et chœurs
- Steve Lukather : guitares, chœurs
- David Paich : pianos, claviers, chœurs
- Steve Porcaro : claviers
- David Hungate : basse
- Jeff Porcaro : batterie, percussion

Musiciens additionnels
- Tom Kelly (en) : chœurs
- Jon Smith (en) : saxophone

### Production
- Tom Knox[4] : ingénieur du son

## Classements hebdomadaires
| Classement (1982–83)                 | Meilleure position |
| ------------------------------------ | ------------------ |
| Allemagne de l'Ouest (Media Control) | 70                 |
| États-Unis (Hot 100)                 | 30                 |
| États-Unis (Cash Box Top 100)        | 19                 |